# Flughafen Kuala Lumpur-Sultan Abdul Aziz Shah

i8
i11
i13
Der Sultan Abdul Aziz Shah Airport (IATA-Code: SZB, ICAO-Code: WMSA), früher als Subang Airport bezeichnet, ist ein Flughafen in Kuala Lumpur, der Hauptstadt Malaysias. Er diente ab dem 30. August 1965 der Hauptstadt als Knotenpunkt, bis am 27. Juni 1998 der viel größere, neue Flughafen Kuala Lumpur International Airport, welcher sich etwa 40 km weiter südlich in Sepang befindet, den Betrieb aufnahm.
Heute dient der Flugplatz vor allem der General Aviation, also Geschäftsreiseflugzeugen. Nur Berjaya Air, Malindo Air und Firefly bieten Linienflüge an.

## Geschichte
Am 30. August 1965 wurde der Flughafen eröffnet. Zu dieser Zeit verfügte er über die längste Start- und Landebahn in Südostasien. Drei Passagierabfertigungsgebäude (Terminals 1, 2, 3) befinden sich seit den 1990er Jahren bereits auf dem Flughafengelände östlich Kuala Lumpurs. Terminal 1 dient der Abfertigung internationaler Flüge. Passagiere des Kuala Lumpur-Singapur-Shuttles benutzen das Terminal 2 und das Terminal 3 dient zur Abfertigung der Inlandsflüge. In seinen letzten Betriebsjahren litten die Fluggastgebäude unter zwei Großbränden, welche die Gebäude in Mitleidenschaft zogen und Auslagerung von Flügen auf andere Flughäfen zur Folge hatte. Im letzten vollen Betriebsjahr zählte man am Sultan Abdul Aziz Shah Airport 15,8 Mio. Passagiere.
Die malaysische Billigfluggesellschaft Air Asia, die allererste in Asien, hatte erwogen, 2004 den Flughafen in Subang zu einem Drehkreuz für Billigfluggesellschaft auszubauen. Dies wurde jedoch von den betroffenen Anwohnern abgelehnt. Die aktuellen Planungen der Regierung sehen den Neubau eines Konferenzzentrums auf dem Flughafengelände vor.
Eine Linienfluggesellschaft vor Ort ist Berjaya Air, welche hauptsächlich Touristenziele mit Turboprop-Flugzeugen anfliegt. Des Weiteren bieten nur noch Malindo Air und Firefly Linienflüge an. Außerdem sind noch mehrere Charterfluggesellschaften und Flugschulen auf dem Flughafen angesiedelt.
Am 19. März 2018 weihte die Luftüberwachungseinheit der Polis Diraja Malaysia einen Stützpunkt am Südende der Startbahn ein.

## Flughafengelände
Das Flughafenareal erstreckt sich auf etwa 500 Hektar in Nord-Süd-Richtung, entlang der einzigen Start- und Landebahn. Im Süden grenzen Wohngebiete der Stadt Shah Alam, im Norden der Stadt Kepong Cubitt Forrest Village und im Osten die Stadt Subang an.
Die meisten Flughafeneinrichtungen befinden sich östlich der Piste und dem dazu parallel verlaufenden Rollweg. Es gibt zehn An- und Abrollwege zur Runway. Alle ehemaligen Fluggastgebäude befinden sich östlich der Piste und im südlichen Bereich des Flughafengeländes. Nur noch das Terminal 3, das Inlands-Abfertigungsgebäude, ist teilweise in Betrieb und fertigt jährlich etwa 80.000 Passagiere ab. Das südlichste Abfertigungsgebäude, das ehemalige internationale Terminal wurde samt Vorfeld abgerissen. Das Flughafenareal besitzt im südlichen Teil mit drei km die größte Breite. Dort befinden sich auf der westlichen Seite Militäreinrichtungen und am östlichen Rand Hangars der nationalen Fluggesellschaft Malaysia Airlines, die diese Hangars nach und nach durch neue Einrichtungen am Kuala Lumpur International Airport in Sepang ersetzen möchte. Die Hauptzufahrtsstraße schmiegt sich, von Südosten kommend, an das Flughafengelände an und unterquert eine Flugzeugbrücke, die in den östlichen Teil des Geländes führt.
Das heute noch in Betrieb befindliche Terminal 3 befindet sich auf halber Länge des Flughafenareals, östlich der Runways. Es besteht aus zwei Gebäuden, wo sich Check-in-Schalter und Gepäckausgaben befinden. Das zweite ist von Vorfeldfläche umgeben und beherbergt die Flugsteige.
Der Stützpunkt der Polis Diraja Malaysia befindet sich am Südende des Flughafenareals, in der Flucht des Rollwegs östlich der Piste. Der Stützpunkt besteht aus zwei Hangars am Rande eines rechteckigen Vorfeldes, welches zudem als Hubschrauberlandeplatz dient. Weiterhin sind Mannschaftsgebäude und Parkplätze vorhanden, der Stützpunkt hat eine von den Terminals unabhängige Zufahrt. Ein Sportzentrum mit Fußball-, Tennis- und Netballplatz gehört mit zur Ausstattung des Stützpunktes.
Östlich neben dem Polizeistützpunkt befindet sich das Petronas Subang Aviation Terminal, das Tanklager des Flughafens. Tanklager, Stützpunkt und ein an den Flughafen angrenzendes Krankenhaus teilen sich die Zufahrtsstraße.

## Zwischenfälle
- Am 17. Januar 1976 ließ sich bei einer Handley Page Herald 401 der Malaysischen Luftstreitkräfte (Luftfahrzeugkennzeichen FM1025) im Anflug auf die Luftwaffenbasis Kuala Lumpur-Simpang das linke Hauptfahrwerk nicht ausfahren. Die Piloten wichen zum geeigneteren Flughafen Kuala Lumpur-Subang aus. Dort wurde eine kontrollierte Bauchlandung durchgeführt. Das Flugzeug wurde irreparabel beschädigt und ausgeschlachtet. Alle 25 Insassen überlebten.[2][3]

- Am 27. September 1977 flog die Douglas DC-8-62 (JA8051) der Japan Airlines beim Anflug 6,5 km vor der Landebahn in einen niedrigen Hügel. Von den 79 Menschen an Bord starben 34.[4]

- Am 19. Februar 1989 unterschritt eine Boeing 747-249F auf dem Flying-Tiger-Line-Flug 66 (N807FT) nach einer falsch verstandenen Freigabe die Sicherheitsflughöhe. Das Frachtflugzeug kollidierte im Anflug auf die Bahn 33 mit einem Hügel. Die vier relativ betagten Crewmitglieder kamen ums Leben.[5]